# Hurtado (Panama)
Hurtado è un comune (corregimiento) della Repubblica di Panama situato nel distretto di La Chorrera, provincia di Panama. Si estende su una superficie di 47,5 km² e conta una popolazione di 1.206 abitanti (censimento 2010).